# كاستانو بريمو
كاستانو بريمو (النطق الإيطالي: [ˈkastano ˈpriːmo]؛ الميلانية: Càstan) هي مدينة وبلدية في مقاطعة ميلانو، في إقليم لومباردي الإيطالي، وتقع على بعد حوالي 35 كيلومترًا (22 ميلًا) شمال غرب ميلانو.
تحد كاستانو بريمو البلديات التالية: لوناتي بوتسولو، فانزاجيلو، ماجناجو، نوساتي، بوسكاتي، كاميري، توربيجو، روبيكيتو كون إندونو، كوجيونو. حصلت على اللقب الفخري للمدينة بموجب مرسوم رئاسي في 11 أكتوبر 1984.

## التاريخ
كانت كاستانو في البداية قرية رومانية خضعت لاحقًا لبورغاريا بارابياجو. تم تحويلها إلى حصن عسكري من قبل كونتات بياندراتي، وانتقلت في النهاية إلى بيت فيسكونتي. أثناء الصراعات الداخلية داخل بيت فيسكونتي، تعرضت كاستانو للنهب. أعيد بناء القلعة في القرن الرابع عشر وانتقلت ملكيتها إلى رئيس الأساقفة. تلت ذلك فترات مختلفة من الصراع والهيمنة من قبل آل فيسكونتي حتى عام 1447، عندما خضعت كاستانو لسيطرة آل سفورزا الذين منحوها إقطاعية لأحد أفراد العائلة المفضلة. في القرن السادس عشر، اندلعت الحرب بين الفرنسيين والإسبان حول المدينة، لكنها ظلت تحت سيطرة فيكونت بريجنانو حتى عام 1717. بحلول عام 1604، بلغ عدد سكان كاستانو حوالي 1500 شخص.

## وصلات خارجية
- الموقع الرسمي